# Sirodschiddin Muhriddin

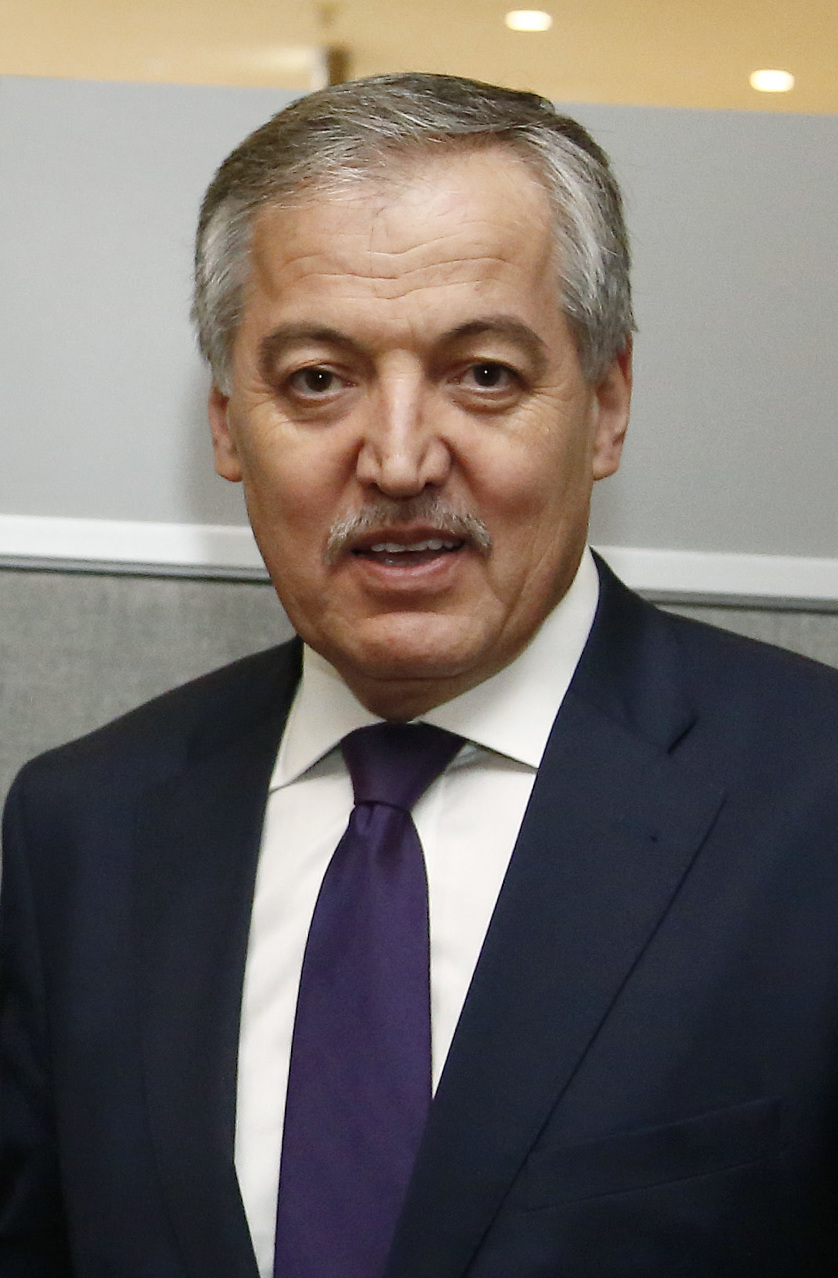
Sirodschiddin Muhriddin

Sirodschiddin Muhriddin (tadschikisch Сироҷиддин Муҳриддин, englisch Sirojiddin Muhriddin, russisch Сироджиддин Мухриддинович Аслов Sirodschiddin Muchriddinowitsch Aslow; * 17. Februar 1964 in Tadschikische SSR, Sowjetunion) ist ein tadschikischer Diplomat und Politiker, der seit 2012 Außenminister des zentralasiatischen Staates ist.

## Karriere
Muhriddin studierte von 1981 bis 1986 am hydrometeorologischen Institut in Odessa. Von 1986 bis 1992 arbeitete er für das hydrometeorologische Zentrum, das dem Umweltministerium der Tadschikischen Sozialistischen Sowjetrepublik beziehungsweise nach der Unabhängigkeit 1991 der Republik Tadschikistan, unterstellt ist. 1992 stieg er innerhalb des Umweltministeriums zum Abteilungsleiter auf, 1995 wurde er stellvertretender Leiter der Hauptdirektion für Hydrometeorologie. Von 1996 bis 2005 war Muhriddin in verschiedenen Funktionen bei internationalen Organisation zur Rettung des Aralsees tätig. 2002 graduierte Muhriddin an der Universität Taschkent im Bereich Internationale Wirtschaftsbeziehungen. 2004 wurde er außerdem als erster stellvertretender Minister erstmals im Außenministerium Tadschikistans tätig.
Von 2005 bis 2013 war Muhriddin ständiger Botschafter Tadschikistans bei den Vereinten Nationen in New York. Von 2011 bis 2013 war er zudem als Botschafter Tadschikistans in Kuba tätig, arbeitete aber weiterhin von New York aus. Am 29. November 2013 wurde er schließlich als Nachfolger von Hamrochon Sarifij Außenminister der Republik Tadschikistan. In dieser Funktion führte er unter anderem die tadschikische Delegation beim Kooperationsrat EU-Tadschikistan an. Am 5. August 2019 traf Muhriddin sich mit dem deutschen Botschafter in Tadschikistan, Neithart Höfer-Wissing.

## Name
Im Mai 2018 wurde bekannt, dass der Außenminister seinen Nachnamen von Aslow zu Muhriddin änderte, was sein Patronym und demnach dem Namen seines Vaters entsprach. Dies wurde auf der Internetseite des Außenministeriums vermerkt und später offiziell bestätigt. Der Namenswechsel erfolgte wohl auf Druck des tadschikischen Präsidenten Emomalij Rahmon, der bestrebt ist, slawisch klingende Nachnamen zurückzudrängen.